# Antonio Ruberti
Prof. Antonio Ruberti (Aversa, 24 januari 1927 - aldaar, 4 september 2000) was een Italiaanse politicus. Hij was aangesloten bij de Partito Socialista Italiano (PSI).

## Biografie
Ruberti studeerde aan de Universiteit van Napels. Tussen 1969 en 1973 was hij wetenschapper op het gebied van automatisering en informatica. In 1973 kreeg hij een aanstelling bij de Universiteit van Rome. Tussen 1973 en 1987 was Ruberti achtereenvolgens voorzitter van de faciliteit technologie (1973-76) en rector van de faculteit technologie (1976-87). In juli 1987 werd hij benoemd tot minister in het kabinet van Giovani Goria. Tussen 1987 en 1992 was Ruberti minister voor Wetenschappelijk Onderzoek (1987-89) en minister voor Universiteiten en Wetenschappelijk Onderzoek (1989-92). In 1992 maakte hij de overstap naar de Europese politiek. Tussen 1992 en 1993 was Ruberti lid van het Europees Parlement. In 1993 werd hij benoemd tot de Italiaanse afgevaardigde bij de Europese Commissie. Ruberti werd in januari 1995 opgevolgd door Mario Monti.
 Martin Bangemann ·  Leon Brittan ·  Hans van den Broek ·  Henning Christophersen ·  Jacques Delors ·  João de Deus Pinheiro ·  Pádraig Flynn ·  Manuel Marín ·  Abel Matutes* ·  Karel Van Miert ·  Bruce Millan ·  Marcelino Oreja ·  Ioannis Paleokrassas ·  Antonio Ruberti ·  Peter Schmidhuber ·  Christiane Scrivener ·  René Steichen ·  Raniero Vanni d'Archirafi
 * afgetreden 